# Phaedranassa carmiolii
Phaedranassa carmiolii är en amaryllisväxtart som beskrevs av John Gilbert Baker. Phaedranassa carmiolii ingår i släktet Phaedranassa och familjen amaryllisväxter. Inga underarter finns listade i Catalogue of Life.